# Libchavy

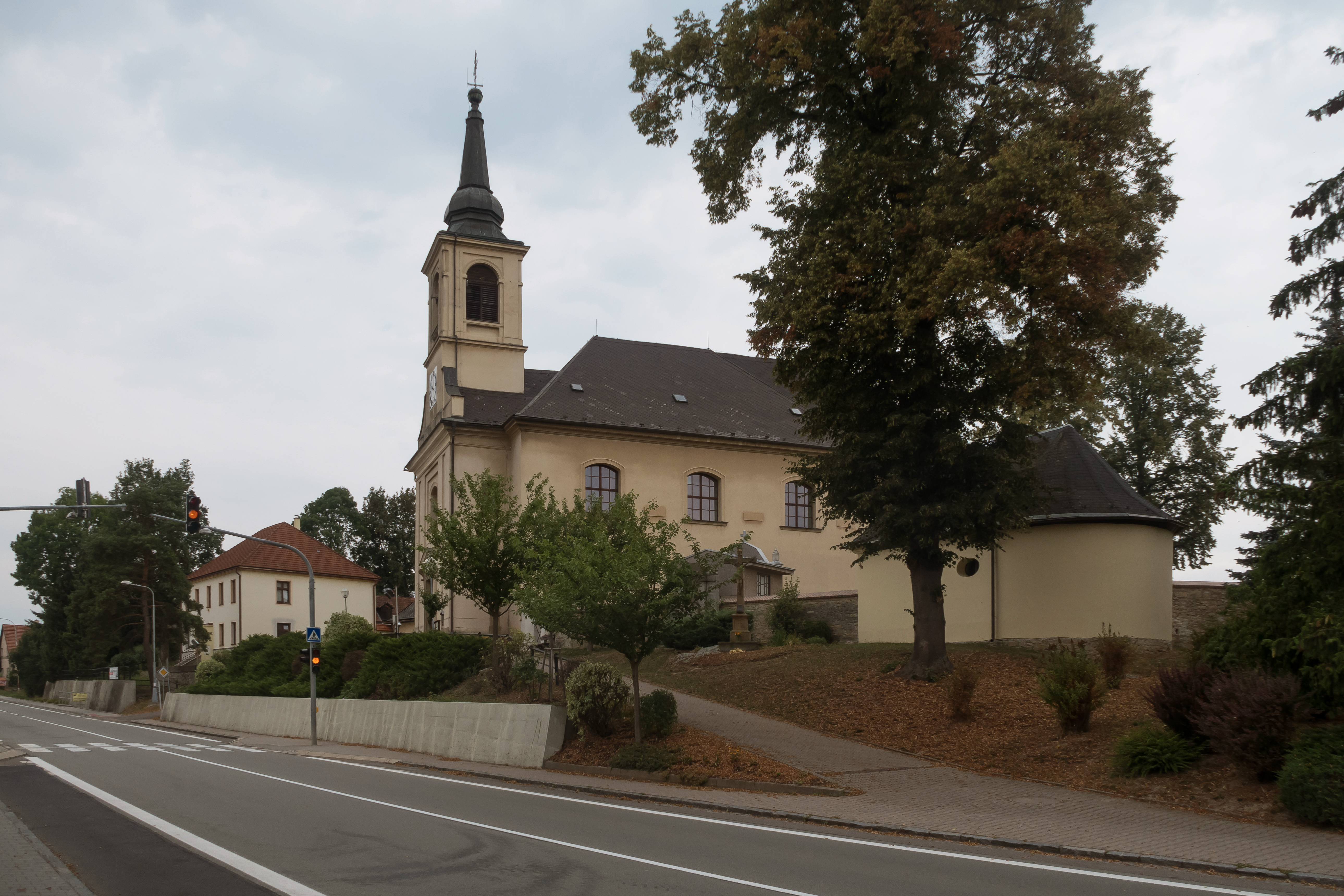
Libchavy, Kirche: kostel svatého Mikuláše

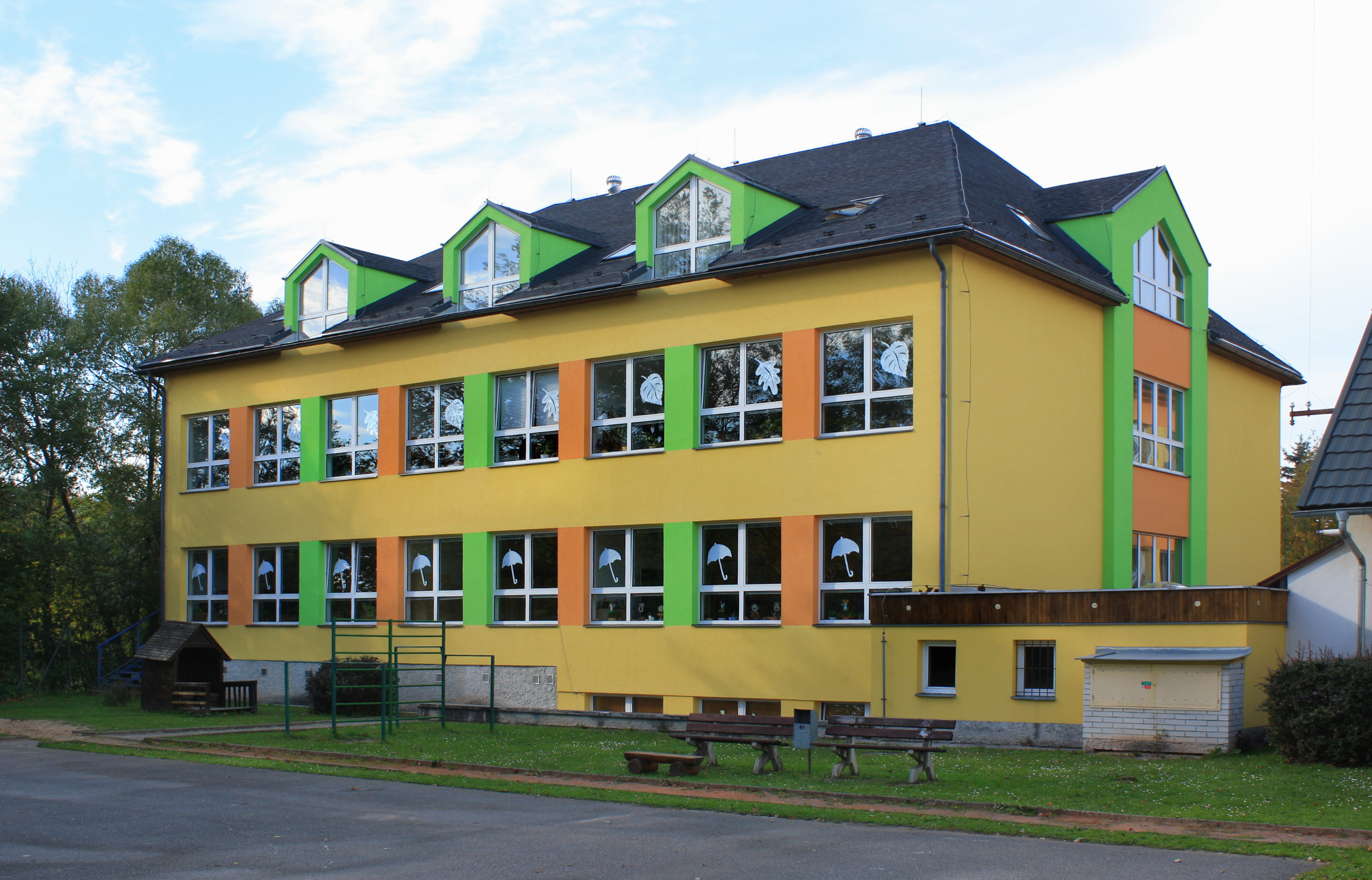
Neue Schule in Dolní Libchavy

Libchavy (deutsch Lichwe, auch Lichwa, Lecha und 1227 na Lubhaue und Deutsch Lichwe genannt) ist eine Gemeinde im Okres Ústí nad Orlicí in Tschechien. Sie gehört zur Region Pardubice und liegt einen Kilometer nördlich der Bezirksstadt Ústí nad Orlicí (Wildenschwert).

## Geographie
Libchavy erstreckt sich über vier Kilometer in Nord-Süd-Richtung im Tal des Baches Libchavský potok (Lichwer Bach) von České Libchavy bis zu dessen Mündung in die Stille Adler. Die Gemeinde hatte im Jahre 2006 ca. 1.608 Einwohner und ist mit 2,214 km² die viertgrößte Gemeinde im Okres Ústí nad Orlicí.

## Geschichte
Libchavy wurde erstmals 1227 als Wald Na Lubhaue (auf der Lubhau) schriftlich erwähnt. Die eigentliche Kolonisation des Ortes am Bach Lichwe entlang wurde zwischen 1265 und 1285 durch den Lokator („Besiedlungsagenten“) Wilhelm von Dürnholz organisiert. Er warb nachweislich Ostfranken als Siedler, brachte sie an Ort und Stelle und teilte ihnen ihre Hufen zu. Von 1360 bis ins 17. Jahrhundert wurde Libchavy – vermutlich wegen der vielen deutschsprachigen Siedler – amtlich Deutsch-Lichwe genannt. Im Laufe der Jahrhunderte wechselten die Besitzer des Ortes. Neben zeitweisem Heimfall an die Krone bzw. an die Böhmische Kammer sind als Besitzer verzeichnet: um 1360 Semil aus Brandeis, Burggraf von Landsberg, um 1405 die Herren Slepky, um 1418 Johann Caglow, nach dem eine Mühle benannt worden war, ab 1502 die böhmische Adelsfamilie von Bubna, um 1623 Albrecht von Wallenstein und kurze Zeit später Maria Magdalena von Lobkowitz, die mit Jan Rudolf Trčka von Lípa verheiratet war. Sie verkaufte Libchaby 1624 dem Fürsten Karl I. von Liechtenstein, der es mit seiner Herrschaft Landskron-Landsberg verband.

## Partnerstädte
- Strzelin (Strehlen), Polen[2]

## Gemeindegliederung
Libchavy besteht aus den Ortsteilen Dolní Libchavy (lateinisch Inferiori Lippavia) und Horní Libchavy (lateinisch Superiori Lippavia).
Aus dem ursprünglichen Deutsch Lichwe entstanden die drei Siedlungen Dolní Libchavy (Nieder Lichwe), Prostřední Libchavy (Mittel Lichwe) und Horní Libchavy (Ober Lichwe), die heute alle zu Libchavy gehören (im Gegensatz zu dem nahebei und nördlich gelegenen Dorf České Libchavy (Böhmisch Lichwe)). Außerdem gehören zu Libchavy noch der nordwestlich bei Horní Libchavy gelegene Weiler Darilek und der bei Dolní Libchavy befindliche Weiler Cakle bzw. Cagel (Zackel).

### Teilung und Zusammenlegung der Ortschaft
Die Adelsfamilie von Bubna teilte das ursprüngliche Deutsch Lichwe in Nieder Lichwe und Ober Lichwe, wobei die Einzelheiten der Teilung je nach Quellenlage variieren. Einerseits soll Nikolaus von Bubna den langgestreckten Ort unter seinen drei Söhnen aufgeteilt haben. In anderen Quellen werden als Urheber der Teilung um 1588 Albrecht von Bubna und Johann von Bubna genannt. Mittel Lichwe entstand 1591 aus dem Verkauf des nördlichen Teils von Nieder Lichwe von Johann von Bubna an Hermann von Bubna auf Doudleb-Joleni. Der Ortsteil Darilek basiert auf einem Meierhof, den ursprünglich Albrecht von Bubna anlegen ließ und der 1793 in 14 Parzellen aufgeteilt wurde. Die Teilung der drei Orte Ober Lichwe, Mittel Lichwe und Nieder Lichwe wurde erst am 30. April 1976 durch eine Gebietsreform rückgängig gemacht. Bis in die heutige Zeit hat sich die Zusammenlegung im allgemeinen Sprachgebrauch nicht durchgesetzt. Nach wie vor werden die Namen Dolní Libchavy, Prostřední Libchavy und Horní Libchavy verwendet.

## Sehenswürdigkeiten
Die Lichwer Kirche wurde 1802 an der Stelle einer 1585 erbauten und 1799 abgebrannten Holzkirche errichtet. Der Hochaltar der Kirche wurde 1936 aufgestellt, er verdeckt vollständig ein wandfüllendes Altargemälde mit dem Hl. Nikolaus von 1890, das auf eine Stiftung des Fürsten Johann von Liechtenstein zurückgeht. In beiden Weltkriegen mussten jeweils die Kirchenglocken abgeliefert werden. Nach dem Zweiten Weltkrieg wurde die Pfarrei in Libchavy aufgegeben und die Gemeinde von Wildenschwert aus betreut, auch wurden keine neuen Glocken mehr beschafft. In kommunistischer Zeit blieben größere Renovierungen aus. Erst 1999 erhielt die Kirche wieder ein aus drei Glocken bestehendes Geläut.